# Waraporn Boonsing
Waraporn Boonsing (thai: วราภรณ์ บุญสิงห์), född 16 februari 1990, är en thailändsk fotbollsmålvakt.
Hon spelar i det thailändska landslaget och för klubblaget BG Bundit Asia.